# 1154

## Esdeveniments
Països Catalans
- Ermengol VII esdevé comte d'Urgell
- Disputa entre el prior d'Organyà i els canonges de la Seu pel castell d'Aguilar, resolta per la concòrdia del bisbe Bernat Sanç[1]

Resta del món
- Enric Plantagenet, duc de Normandia i Aquitània i comte d'Anjou, Maine i Turena, va ser coronat rei d'Anglaterra a l'abadia de Westminster[2]

## Naixements
- Japó: Minamoto no Yoshinaka, cinquè shogun
- Sant Pere de Vilamajor: Alfons el Cast

## Defuncions
- 28 juny: Ermengol VI d'Urgell al Regne de Castella.
- Guiscarda, vescomtessa de Bearn.[3]